# Paolo Meneguzzi
 Pablo Meneguzzo, cunoscut ca Paolo Meneguzzi, (n. 6 decembrie 1976, Mendrisio⁠(d), Cantonul Ticino, Elveția) este un cantautor elvețian.